# Can't Make This Over
Can't Make This Over è il secondo singolo di Pixie Lott, estratto dalla riedizione Turn It Up Louder, entrato nelle stazioni radiofoniche il 1º febbraio 2011.

## Il brano
Il brano è stato prodotto da Eve Nelson e da Daniel Bedingfield.

## Il video
Il video è stato diffuso nel dicembre 2010.